# Papiro di Ossirinco 1224
Il Papiro di Ossirinco 1224 consiste di due piccoli frammenti di papiro risalenti al tardo III secolo o all'inizio del IV secolo e contenenti sei passaggi evangelici, ciascuno di una frase circa; due dei passaggi più lunghi hanno paralleli in Vangelo secondo Matteo 2,15 e Vangelo secondo Luca 11,23, ma le differenze nelle formulazioni mostrano che sono testualmente indipendenti dai vangeli canonici. La data di composizione è ignota; il 50 è una data possibile.